# Billa

Supermarketul Billa din Iași

Billa este un lanț de magazine, înființat în anul 1953, în Austria. Compania este deținută de Rewe Group și are 1.000 de magazine în Austria.
Billa este prezentă și în alte țări precum Cehia, Slovacia, Ucraina, Bulgaria și Rusia (în special în zona capitalei Federației Ruse - Moscova).

## Billa în România
Billa a fost prezentă în România din anul 1999 până la sfârșitul anului 2015 având un număr de 86 de magazine. La sfârșitul aceluiași an, în urma unei tranzacții de 97 milioane de euro, Carrefour a achiziționat magazinele Billa din România devenind cel mai important retailer de pe piața românească. Transformarea magazinelor Billa in magazine Carrefour a început în primăvara anului 2017 , unele magazine fiind transformate în Carrefour Market, iar altele în Carrefour Express și Supeco.
Cifra de afaceri:
- 2008: 320 milioane Euro[4]
- 2006: 300 milioane euro[5]

Venit net:
- 2006: 9,5 milioane de euro[5]